# حزب کمونیست کره
حزب کمونیست کره ( کره‌ای: 조선공산당 ) یک حزب کمونیست در کره بود . این در طی یک جلسه مخفی در سئول بود که در سال ۱۹۲۵ تاسیس شد. فرماندار کل کره احزاب کمونیست را تحت قانون حفظ صلح ممنوع کرده بود، بنابراین این حزب مجبور بود به صورت مخفیانه فعالیت کند. رهبران حزب کیم یونگ بوم و پاک هون یونگ بودند.

## اولین تلاش‌ها
پس از چندین تلاش ناموفق برای تأسیس یک حزب کمونیست، حزب کمونیست کره در ۱۷ آوریل ۱۹۲۵ تشکیل شد. این حزب توسط اعضای انجمن سه شنبه تاسیس شد و کنگره موسس آن با حضور ۱۵ نفر برگزار شد.  این کنگره کمیته اجرایی مرکزی با هفت عضو و یک کمیته بازرسی مرکزی سه عضو تأسیس شد. روز بعد، در ۱۸ آوریل، اولین جلسه کمیته اجرایی مرکزی (CEC) را در خانه کیم چان تشکیل داد. جلسه مسئولیت های کاری را در بین اعضای CEC تفویض کرد. کیم چای بونگ کار دبیرخانه، امور تشکیلاتی چو تونگ هو، کارهای تبلیغاتی کیم چان، امور پرسنلی کیم یاک سو، امور کار و کشاورزی به چونگ اون هه، سیاست و اقتصاد یی چین هی و امنیت به چو چونگ-گون. در این جلسه تصمیمی در مورد تاسیس لیگ جوانان کمونیست گرفته شد و پاک هون یونگ را به عنوان رئیس کار دبیرخانه، کار تشکیلاتی برای کوان او سل، تبلیغات برای شین چول سو ، آموزش و آموزش کیم تان انتخاب کرد. -ای ، امنیت به Hong Chung.sik، و مختصر رابط با چو پونگ-آم  چو تونگ هو مسئول تهیه پیش نویس اساسنامه و آیین نامه حزب بود و در ماه مه ۱۹۲۵ به اتحاد جماهیر شوروی فرستاده شد تا از بین‌الملل کمونیست (کمینترن) به رسمیت شناخته شود، که در ماه مه ۱۹۲۶ دریافت کرد.